# Hoisinsås

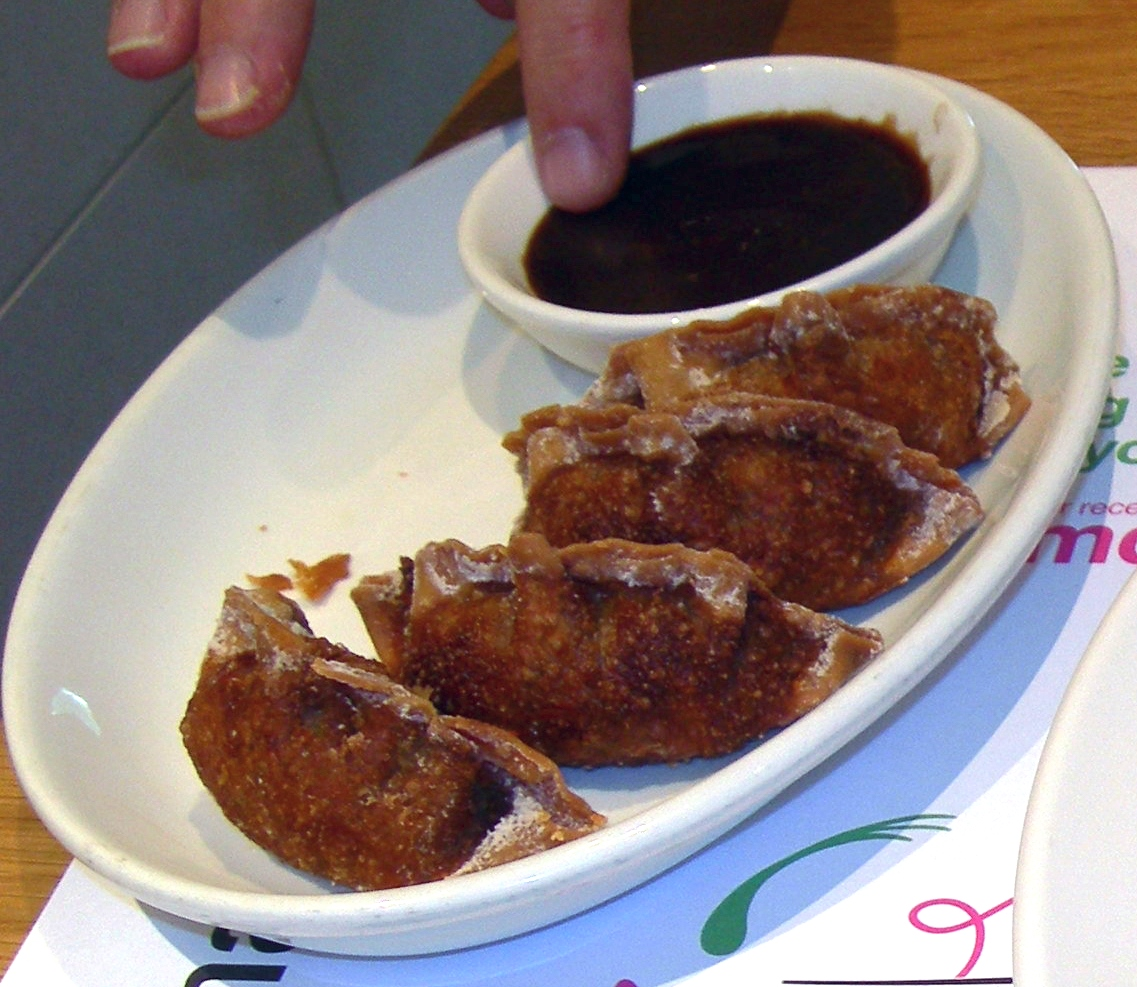
Jiaozi med hoisinsås.

Hoisinsås är en sås som särskilt används i de kantonesiska och vietnamesiska köken. Ordet hoisin kommer från kantonesiskans "skaldjur" (förenklad kinesiska: 海鲜; traditionell kinesiska: 海鮮; pinyin: hǎixiān; Jyutping: hoi2 sin1). Såsen serveras typiskt till skaldjur eller kött. Pekinganka serveras alltid med hoisinsås. Ingredienserna utgörs främst av fermenterade sojabönor, mjöl, socker, kryddor, vitlök och chili. Jämfört med sojasås är hoisinsås tjockare till konsistensen och sötare. Såsen har beskrivits som "kinesisk grillsås".

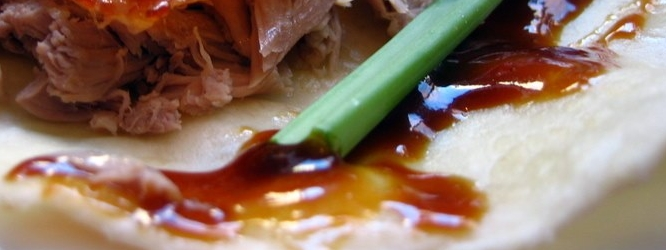
Hoisinsås på en rulle med Pekinganka.